# Кім У Мін
Кім У Мін (кор. 김우민, 24 серпня 2001) — південнокорейський плавець.
Учасник Олімпійських Ігор 2020 року.
Призер Кубку світу з плавання 2019 року.